# 밀로시 티모티예비치

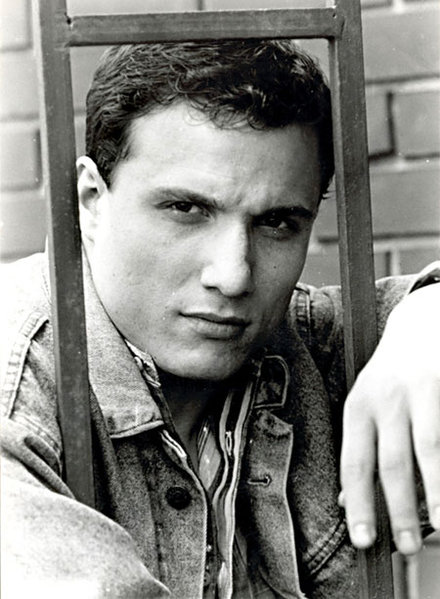
티모티예비치(2010년)

밀로시 티모티예비치(세르비아어: Милош Тимотијевић, Miloš Timotijević, 1975년 3월 9일~)는 세르비아의 배우이다.

## 출연 작품

### 영화
- 갱스터 파라다이스 (2018년) - 스투파르 역
- 휴미디티 (2016년)
- 폴링 스노우 (2016년) - 퍼스트맨 역
- 노 원스 차일드 (2014년)
- 하늘 아래 우리는 (2014년)
- 노벰버 맨 (2014년)
- 체르노빌 다이어리 (2012년) - 러시아 국경 검문소 가드 역
- 나레딕 (2011년)
- 피와 꿀의 땅에서 (2011년) - 두르가 역
- 인간 동물원 (2009년)
- 라버런스 (2002년)